# Heinz-Joachim Weber
Heinz-Joachim Weber (* 25. Oktober 1943 in Rheinberg) ist ein ehemaliger deutscher Medienmanager. Bis 2013 war er Direktor Produktion und Technik des WDR.

## Leben
Der studierte Betriebswirt Weber, aus Rheinberg nahe Duisburg stammend, kam 1975 zum WDR und war zunächst in der Abteilung Organisation und EDV tätig. 1978 wurde er stellvertretender Leiter der Abteilung Programmwirtschaft Fernsehen, ab 1982 leitete Weber die Abteilung Mittelbewirtschaftung Rundfunk.
Im April 1987 übernahm er schließlich die Hauptabteilung Sendeleitung Rundfunk, womit er gleichzeitig stellvertretender Hörfunkdirektor wurde. Auf Vorschlag von Intendant Fritz Pleitgen wählte ihn der WDR-Rundfunkrat am 26. Februar 1997 zum Produktionsdirektor des Kölner Senders, das Amt trat er im August desselben Jahres an. 2002 wurde er zudem Geschäftsführer des Deutschen Kamerapreises Köln e.V., was er bis 2006 blieb.
In seiner Amtszeit als WDR-Produktionsdirektor gelangen ihm ab 2000 die Neuorganisation der Direktion einige technische Modernisierungen im Produktionsablauf. Nach einer Umstrukturierung 2005, die die Zusammenlegung der Produktionsdirektion mit der Technischen Direktion zur Folge hatte, wurde Weber erster Direktor Produktion und Technik. Im November 2010 wurde er vom Rundfunkrat für eine weitere Amtszeit wiedergewählt. Bereits 2007 hatte er zusätzlich den Aufsichtsratsvorsitz der Colonia Media Filmproduktions GmbH übernommen, die 2014 mit Bavaria Film verschmolz.
Zum 31. März 2013 wurde Weber pensioniert, sein Nachfolger wurde Wolfgang Wagner.